# Shazam! (film)
A Shazam! 2019-ben bemutatott amerikai szuperhősfilm azonos nevű DC Comics karakter alapján. A New Line Cinema gyártotta és a Warner Bros Pictures forgalmazta, valamint a DC Extended Universe (DCEU) hetedik része. A filmet David F. Sandberg rendezte Henry Gayden forgatókönyvéből, valamint Gayden és Darren Lemke történetéből. A főszerepet Zachary Levi, Asher Angel, Mark Strong, Jack Dylan Grazer és Djimon Hounsou alakítja.
Az Amerikai Egyesült Államokban 2019. április 5-én mutatták be RealD 3D-ben, Dolby Cinema-ban és IMAX 3D-ben, míg Magyarországon egy nappal hamarabb szinkronizálva, április 4-én az InterCom Zrt. forgalmazásában.

## Cselekmény
|  | Alább a cselekmény részletei következnek! |

1974-ben egy apuka két fiával a nagyapjukhoz autózik a szakadó hóesésben. A hátsó ülésen utazó Thaddeus Bodog Sivana varázslat következtében egy varázsló titkos barlangjába kerül. Az itt élő varázsló az utódját keresi, kinek átadhatja minden varázserejét. A fiatal gyerek válaszút elé kerül, melynél azonban kudarcot vall és visszakerül a valóságba. Szeretne ismét visszatérni a barlangba, ezért hangos hisztizésbe és kiabálásba kezd. Ez elvonja apja figyelmét a vezetéstől és autóbalesetet szenvednek.
Több mint 40 év telt el a végzetes autóbaleset óta. Az árva kamaszodó Billy Batson édesanyját keresi Philadelphia utcáin. Már több nevelőotthonból és nevelőszülőtől is megszökött kalandjai során, de az igazi szüleit még mindig nem sikerült megtalálnia. Egy új nevelőcsaládhoz kerül, nevelőszülei Victor és Rosa Vasquez lesz. Rajta kívül még további nevelt gyerekek is élnek a házban: Mary Bromfield, Pedro Peña, Eugene Choi, Darla Dudley és Freddy Freeman.
Az iskolában Billy egy verekedésbe keveredik, majd elmenekül üldözői elől. Menekülés közben felszáll a metróra, ahonnan ő is a varázsló barlangjába kerül. Mivel a varázsló ereje már fogytán van, ezért rábízza hatalmas varázserejét. Ehhez mindössze annyit kell tennie, hangosan kimondja, hogy Shazam és egy villámcsapás azonnal szuperhőssé változtatja. A visszaalakulás is ugyanígy lehetséges.
Az eközben felnőtté váló Thaddeus egy életen át próbált a varázsló és annak barlangjára bukkanni. Sikerült olyan emberekkel beszélnie, akik rajta kívül szintén jártak már a varázsló barlangjában. Az elbeszélésekből összerakja, hogyan térhet ismét vissza a barlangba. Itt megszerzi a hét főbűn erejét és szupererőre tesz szert.
Billy segítségére siet Freddy, aki a képregényeknek hála, otthonosan mozog a szuperhősök világában. Együtt próbálgatják Billy szuperképességeit és eközben egy bolti rablást is megakadályoznak. Billy nem tudja, mihez kezdjen szupererejével, kezdetben vicces YouTube-videókat készítenek (amikkel sok rajongót szereznek), majd Billy autogramokat osztogat. A szuperképességek miatt Billy és Freddy viszonya megromlik. Billy egy közlekedési baleset okozója lesz, melynek során egy városi autóbusz kis híján a mélybe zuhan egy hídról. Még időben megmenti az utasokat, így az emberek szemében igazi szuperhőssé válik.
Öröme azonban nem tart sokáig, mert megjelenik Thaddeus, akivel kénytelen megküzdeni. Mivel kihívója sokkal erősebb, inkább elmenekül. Thaddeus azonban nem adja fel, felfedi Billy személyazonosságát, majd rajtaüt a családi házon.
Billy egyre ügyesebben használja szupererejét és felfedezi Thaddeus gyenge pontját is. A végső összecsapáshoz erejét megosztja családtagjaival, így együttesen sikerül legyőzniük Thaddeust.
A kaland után Billy megváltozik, már nem akar megszökni a nevelőszüleitől és igazi családtaggá válik.
Mivel korábban megígérte a gyakran kiközösített Freddynek, hogy meglátogatja az iskolában, azért, hogy kis barátja népszerűbb legyen, ellátogat az iskolai ebédlőbe, ahol hatalmas csodálkozással fogadják. Ráadásul nem is egyedül ment, elvitte másik barátját, Supermant!
|  | Itt a vége a cselekmény részletezésének! |

## Szereplők
| Szerep                     | Színész           | Magyar hang        | Leírás |
| -------------------------- | ----------------- | ------------------ | --- |
| William "Billy" Batson     | Asher Angel       | Nikas Dániel       | Egy árva fiú, akit az "Örökkévalóság bajnokának" választ egy ősi varázsló, szuperképességeket nyer, majd amikor kimondja a varázsló nevét, nagyhatalmú felnőtté alakul át.                                                                             |
| Shazam                     | Zachary Levi      | Crespo Rodrigo     | Egy árva fiú, akit az "Örökkévalóság bajnokának" választ egy ősi varázsló, szuperképességeket nyer, majd amikor kimondja a varázsló nevét, nagyhatalmú felnőtté alakul át.                                                                             |
| Dr. Thaddeus Sivana        | Mark Strong       | Epres Attila       | Egy fizikus, aki számkivetettként nőtt fel a gazdag családjában. Magát Sivanát is meghívta gyerekkorában Shazam varázsló, de nem választották meg bajnoknak, s így Sivana életének titkát megpróbálta kinyitni, hogy visszatérjen az örökkévalósághoz. |
| Shazam / Varázsló          | Djimon Hounsou    | Szabó Győző        | Egy ősi varázsló, aki keresi utódját, majd Billy Batsonnak adja át a hatalmát. |
| Frederick "Freddy" Freeman | Jack Dylan Grazer | Berecz Kristóf Uwe | Billy testvére és legjobb barátja, egy mozgássérült, idétlen szuperhős-rajongó. Ő az egyedüli, aki tud Shazam korábbi személyéről is. |
| Frederick "Freddy" Freeman | Adam Brody        | Csiby Gergely      | Billy testvére és legjobb barátja, egy mozgássérült, idétlen szuperhős-rajongó. Ő az egyedüli, aki tud Shazam korábbi személyéről is. |
| Mary Bromfield             | Grace Fulton      | Sodró Eliza        | Billy fogadott nővére az új otthonában, aki segíti a többi gyerek gondozását és nem akar a kaliforniai főiskolára menni (bár sikerül felvételt nyernie).                                                                                               |
| Szuperhős Mary             | Michelle Borth    | Sodró Eliza        | Billy fogadott nővére az új otthonában, aki segíti a többi gyerek gondozását és nem akar a kaliforniai főiskolára menni (bár sikerül felvételt nyernie).                                                                                               |
| Eugene Choi                | Ian Chen          | Kadosa Patrik      | Billy fogadott testvére az új otthonában, megszállott játék rajongó. |
| Szuperhős Eugene           | Ross Butler       | Jakab Márk         | Billy fogadott testvére az új otthonában, megszállott játék rajongó. |
| Pedro Peña                 | Jovan Armand      | Bogdán Gergő       | Billy szintén fogadott testvére az új otthonában, egy félénk, érzékeny, kövér gyerek, aki nehezen nyílik meg mások előtt. |
| Szuperhős Pedro            | D. J. Cotrona     | Mészáros András    | Billy szintén fogadott testvére az új otthonában, egy félénk, érzékeny, kövér gyerek, aki nehezen nyílik meg mások előtt. |
| Darla Dudley               | Faithe Herman     | Tóth Mira          | Billy legfiatalabb testvére az új otthonában, energikus és sokat fecsegő néger kislány. |
| Szuperhős Darla            | Meagan Good       | Andrádi Zsanett    | Billy legfiatalabb testvére az új otthonában, energikus és sokat fecsegő néger kislány. |
| Victor Vasquez             | Cooper Andrews    | Gémes Antos        | A csoport nevelőapja a házban, ahol Billy és testvérei élnek. |
| Rosa Vasquez               | Marta Milans      | Kovács Patrícia    | A csoport nevelőanyja a házban, ahol Billy és testvérei élnek. |
| Mr. Sivana                 | John Glover       | Jakab Csaba        | Thaddeus Sivana édesapja, a Sivana Industries tulajdonosa. |

## A film készítése
A film forgatása 2018. január 29.-én kezdődött Torontóban és Ontarióban (Kanada), ezek nagy része a Pinewood Toronto Studios által készült és 2018. május 11-én fejeződött be. Az élő-akció Shazam fejlesztése a New Line-on kezdődött a 2000-es évek elején. A filmet 2008-ban kezdték előállítani Peter Segal rendezővel és John August íróval, Dwayne Johnson színésznek tartották volna a gonosz Black Adam szerepét, de emiatt a projekt elesett. William Goldman, Alec Sokolow, Joel Cohen, Bill Birch és Geoff Johns többek között különféle pontokon csatlakoztak a projekthez íróként. A filmet hivatalosan 2014-ben jelentették be, Johnson pedig csatlakozott a szerepgárdához, mint Shazam vagy Black Adam. A későbbiekben 2017 januárjában kiderült tőle, hogy szólóban szeretne szerepelni, mint Black Adam. 2017 februárjában Sandberg elvállalta a Shazam! megrendezését. Az év októberében Levit felkérték a főszerepre, emellett Angel is csatlakozott a projekthez.

## Fogadtatás
A film általánosságban pozitív véleményeket kapott a kritikusoktól; dicsérték Levi és Grazer előadását, valamint Sandberg rendezését, továbbá pozitív jelzést kaptak a hangeffektek és a humorizálás, sok tekintettel arra, hogy az egyik legjobb film a DCEU-ban. A Metacritic oldalán a film értékelése 72% a 100-ból, ami 46 véleményen alapul. A Rotten Tomatoeson a Shazam! 92%-os minősítést kapott, 195 értékelés alapján.